# McMahon Stadium
Il McMahon Stadium è uno stadio situato a Calgary, in Canada, di proprietà dell'Università di Calgary. Nel 1988 ha ospitato le cerimonie di apertura e di chiusura dei XV Giochi olimpici invernali. Lo stadio ospita le partite casalinghe della squadra di Football canadese dei Calgary Stampeders e della squadra universitaria dei Calgary Dinos.
La struttura è raggiungibile grazie alla fermata Banff Trail della Metropolitana leggera di Calgary.
L'impianto è gestito da un'apposita commissione di sei membri, di cui due scelti dalla città di Calgary e due dall'Università. Gli altri due membri fino al 1973 erano scelti dalla famiglia McMahon, a partire da quella data sono invece individuati dagli altri quattro componenti.

## Storia
Lo stadio fu costruito nel 1960, in soli 103 giorni, su un terreno di proprietà del comune a fianco del nuovo campus universitario. Quasi un terzo della cifra necessaria alla costruzione venne donata dai fratelli Frank e George McMahon, due petrolieri locali, ai quali venne intitolato l'impianto una volta terminato. Nel 1985, dopo un accordo con la città, l'università acquisì la proprietà sia dello stadio che del terreno.
Le due tribune dello stadio, situate sui lati lunghi del campo, sono state modificate in più occasioni per adeguare la capienza dello stadio, passando dagli iniziali circa 25.000 a 35.400 posti a sedere. Nel 1975 l'originale terreno naturale fu eliminato in favore di uno in erba sintetica, poi più volte sostituito.